# What to Do with Daylight
What to Do with Daylight är debutalbumet från den nyzeeländska sångerskan Brooke Fraser. Albumet släpptes i Nya Zeeland den 29 oktober 2003 och internationellt den 10 september 2004. Fraser skrev alla låtar på albumet helt på egen hand.

## Låtlista
1. Arithmetic - 4:01
2. Saving the World - 4:10
3. Still In Love - 4:28
4. Lifeline - 4:08
5. Waste Another Day - 5:25
6. Without You - 2:59
7. Reverie - 5:14
8. Indelible - 4:38
9. Better - 4:05
10. Scarlet - 5:57
11. Mystery - 4:02

## Listplaceringar
| Lista (2003–2005) | Topplacering |
| ----------------- | ------------ |
| Nya Zeeland       | 1            |